# طوماری‌های قیفی
طوماری‌های قیفی (نام علمی: Volutoconus) نام یک سرده از تیره طوماریان است.